# Verdák az utakon
A Verdák az utakon (eredeti cím: Cars on the Road) 2022-ben bemutatott amerikai számítógépes animációs vígjátéksorozat, amelyet a Pixar gyártott, a Verdák franchise alapján.
Amerikában és Magyarországon is 2022. szeptember 8-án jelent meg a Disney+-on. Magyarországon a Disney Channel is bemutatja 2023. december 4-én.

## Cselekmény
Villám McQueen és legjobb barátja, Matuka országjáró úton vannak az Egyesült Államokon.

## Szereplők
| Szereplő          | Eredeti hang        | Magyar hang        |
| ----------------- | ------------------- | ------------------ |
| Villám McQueen    | Owen Wilson         | Tóth Roland        |
| Matuka            | Larry the Cable Guy | Forgács Péter      |
| Ivy               | Quinta Brunson      | Wégner Judit       |
| Cruz Ramirez      | Cristela Alonzo     | Sipos Eszter Anna  |
| Matu              | Dana Powell         | Sallai Nóra        |
| Mateo             | Oscar Camacho       | Czető Roland       |
| Sally Carrera     | Bonnie Hunt         | Náray Erika        |
| Tőti              | Jenifer Lewis       | Zsurzs Kati        |
| Sebesdémon        | Kathy Holly         | Zsurzs Kati        |
| Ramón             | Cheech Marin        | Sörös Miklós       |
| Fillmore          | Lloyd Sherr         | Háda János         |
| Őrmester          | Paul Dooley         | Papp János         |
| Luigi             | Tony Shalhoub       | Jáksó László       |
| Guido             | Guido Quaroni       | Eredeti hang       |
| Seriff            | Michael Wallis      | Borbiczki Ferenc   |
| Randy             | Steve Purcell       | Dézsy Szabó Gábor  |
| Bella Kadabra     | Megan Cavanagh      | Nádasi Veronika    |
| Királynő          | Toks Olagundoye     | Mezei Kitty        |
| Margaret Motorray | Toks Olagundoye     | Bogdányi Titanilla |
| Clutch Humboldt   | Matt Yang King      | Csankó Zoltán      |
| Griswold          | Gabby Sanalitro     | Halász Aranka      |
| Tony Motorfelt    | Dave Fennoy         | Bognár Tamás       |
| Jeremy            | Zeno Robinson       | Seder Gábor        |
| Les               | Zeno Robinson       | Markovics Tamás    |
| Jessica Carwill   | Secunda Wood        | Faluvégi Fanni     |
| Fagyiskocsi       | Tom Bromhead        | Varga Rókus        |
| Szörnyverda       | Steve Purcell       | Varga Rókus        |
| Lisa              | Tania Gunadi        | Pekár Adrienn      |
| Lousie            | Luth Livier         | Boldog Emese       |
| Laura             | Debra Cardona       | Hám-Kereki Anna    |

### Magyar változat
- Magyar szöveg: Bán Zsanett
- Dalszöveg: Cseh Dávid Péter
- Hangmérnök és szinkronrendező: Kránitz Lajos András
- Vágó: Kránitz Bence
- Gyártásvezető: Bogdán Anikó
- Zenei rendező: Posta Victor (1x01), Császár Bíró Szabolcs (1x09)
- Produkciós vezető: Máhr Rita

A szinkront az SDI Media Hungary készítette.

## Epizódok
| Sor. | Év. | Cím                                  | Rendező       | Író           | Premier                                                                               |
| ---- | --- | ------------------------------------ | ------------- | ------------- | ------------------------------------------------------------------------------------- |
| 1.   | 1.  | Dinó Park (Dino Park)                | Steve Purcell | Steve Purcell | 2022. szeptember 8. 2022. szeptember 8. (Disney+) 2023. december 7. (Disney Channel)  |
| 2.   | 2.  | Villanyoltás (Lights Out)            | Steve Purcell | Steve Purcell | 2022. szeptember 8. 2022. szeptember 8. (Disney+) 2023. december 14. (Disney Channel) |
| 3.   | 3.  | A száguldás szerelmesei (Salt Fever) | Brian Fee     | Steve Purcell | 2022. szeptember 8. 2022. szeptember 8. (Disney+) 2023. december 4. (Disney Channel)  |
| 4.   | 4.  | A legenda (The Legend)               | Brian Fee     | Steve Purcell | 2022. szeptember 8. 2022. szeptember 8. (Disney+) 2023. december 6. (Disney Channel)  |
| 5.   | 5.  | Kezdődjék az előadás (Show Time)     | Bobby Podesta | Steve Purcell | 2022. szeptember 8. 2022. szeptember 8. (Disney+) 2023. december 5. (Disney Channel)  |
| 6.   | 6.  | Teherautók (Trucks)                  | Bobby Podesta | Steve Purcell | 2022. szeptember 8. 2022. szeptember 8. (Disney+) 2023. december 8. (Disney Channel)  |
| 7.   | 7.  | A Zs-kategóriás film (B-Movie)       | Brian Fee     | Steve Purcell | 2022. szeptember 8. 2022. szeptember 8. (Disney+) 2023. december 13. (Disney Channel) |
| 8.   | 8.  | Országúti csetepaté (Road Rumblers)  | Steve Purcell | Steve Purcell | 2022. szeptember 8. 2022. szeptember 8. (Disney+) 2023. december 11. (Disney Channel) |
| 9.   | 9.  | Az esküvő (Gettin’ Hitched)          | Bobby Podesta | Steve Purcell | 2022. szeptember 8. 2022. szeptember 8. (Disney+) 2023. december 12. (Disney Channel) |

## A sorozat készítése
2020. december 10-én a Pixar a Disney Investors Day-en bejelentette, hogy egy animációs sorozatot készítenek, amelynek főszereplői Villám McQueen és Matuka beutazzák az országot, miközben új és régi barátokkal találkoznak, és amely 2022 őszén jelenik meg a Disney+-on. Bejelentették, hogy a sorozatot Steve Purcell írja és Marc Sondheimer készíti. 2021. június 2-án jelentették, hogy a Verdák spin-off filmek szereplői a Repcsik és Repcsik: A mentőalakulat című filmek szereplői is feltűnnek majd a sorozatban. 2021. november 12-én bejelentették, hogy a sorozat címe Cars on the Road.